# Saint-Victor-la-Coste
Saint-Victor-la-Coste település Franciaországban, Gard megyében. Lakosainak száma 2222 fő (2022. január 1.). Saint-Victor-la-Coste Laudun-l’Ardoise, Lirac, Pouzilhac, Rochefort-du-Gard, Saint-Laurent-des-Arbres, Tavel, Valliguières és Saint-Paul-les-Fonts községekkel határos.

## Népesség
A település népessége az elmúlt években az alábbi módon változott:
| Lakosok száma | 919  | 1143 | 1285 | 1769 | 1982 | 2036 | 2073 | 2135 | 2166 | 2222 |
|               | 1968 | 1982 | 1990 | 2006 | 2013 | 2015 | 2017 | 2019 | 2020 | 2022 |